# OtherLife
OtherLife  este un film SF thriller australian din 2017 regizat de Ben C. Lucas. Rolurile principale au fost interpretate de actorii Jessica De Gouw, T.J. Power și Thomas Cocquerel. Filmul este vag bazat pe romanul Solitaire de Kelley Eskridge.

## Prezentare
După inventarea unui medicament care induce realitatea virtuală comprimată în timp, tânăra Ren (De Gouw) se confruntă cu partenerul său Sam (Power) despre modul în care să folosească puternica lor creație.

## Distribuție
- Jessica De Gouw - Ren Amari
- T. J. Power - Sam
- Thomas Cocquerel - Danny
- Liam Graham - Jared Amari
- Clarence Ryan - Byron Finbar
- Tiriel Mora - Dr. Amari

## Producție
Filmările au început în Perth în iunie 2015 și au durat cinci săptămâni.  Regizorul Ben C. Lucas s-a familiarizat cu scenariul scriitorului Kelley Eskridge înainte de a citi romanul. Acesta a afirmat că scenariul a fost scris inițial pentru un film cu buget mare, dar ulterior a fost rescris pentru un buget mic și pentru ca povestea să fie mai australiană.

## Lansare
OtherLife a avut premiera la Sydney Film Festival în Sydney, Australia la 16 iunie 2017.
Alte proiecții ale filmului:
- Melbourne International Film Festival în Melbourne, Australia la 16 august 2017[7]

- CinefestOZ în Perth, Australia la 24 august 2017[8]

- DownUnderBerlin Film Festival în Berlin, Germania la 15 septembrie 2017[9]

- San Diego Film Festival în San Diego, USA la 5 octombrie  2017[10]

Online, OtherLife a fost lansat de Netflix la 15 octombrie 2017.

## Vezi și
- Listă de filme SF thriller